# 南特里普拉县

南特里普拉县在特里普拉邦的位置

南特里普拉县是印度特里普拉邦所辖的一个县，距离邦首府阿加尔塔拉约60公里。该县面积2152km²，总人口762,565（2001年）。县治贝洛尼亚。该县分为3个乡。